# Lake Henderson
Lake Henderson ist ein bis zu 150 m tiefer See im ostantarktischen Mac-Robertson-Land. Mit einer Fläche von 84,5 Hektar ist er der größte See in den Framnes Mountains. Auf seiner dauerhaft zugefrorenen Oberfläche ruhen etwa 40 große Felsbrocken.
Wissenschaftler der Mawson-Station hatten ihn jahrelang so nach seiner Nähe zum Mount Henderson bezeichnet, bevor das Antarctic Names Committee of Australia diese Benennung im Jahr 2005 offiziell anerkannte.